# Jalen Hood-Schifino
Jalen Hood-Schifino, född 19 juni 2003 i Pittsburgh i Pennsylvania, är en amerikansk professionell basketspelare (PG) som spelar för Philadelphia 76ers i National Basketball Association (NBA). Han har tidigare spelat för Los Angeles Lakers.
Hood-Schifino draftades av Los Angeles Lakers i första rundan i 2023 års draft som 17:e spelare totalt.
Innan han blev proffs studerade Hood-Schifino vid Indiana University Bloomington och spelade för deras idrottsförening Indiana Hoosiers.